# Blue State
Blue State – amerykańska komedia z 2007 roku w reżyserii Marshalla Lewy. Główne role zagrali Breckin Meyer (znany z filmu Ostra jazda) oraz Anna Paquin (wymieniona również jako producent). 
Film był kręcony w Winnipeg (Kanada) oraz Emerson (Kanada).

## Opis fabuły
John (Breckin Meyer) zaangażowany w kampanię Johna Kerry'ego zagorzały zwolennik demokratów oświadcza pijany, że przeprowadzi się do Kanady, jeśli w wyborach wygra George W. Bush. Kiedy George Bush wygrywa wybory, John i nowo poznana dziewczyna, piękna Chloe (Anna Paquin) ruszają w podróż do Kanady. W czasie wspólnej podróży, okazuje się, że Chloe chce uciec przed powołaniem na misję do Iraku. W Kanadzie John i Chloe poznają Glorię (Adriana O'Neil), która pomaga nowo przybyłym Amerykanom poznać partnerów do małżeństwa. Ostatecznie zakochani John i Chloe uciekają i wracają do Stanów Zjednoczonych, gdzie Chloe czeka kara za niestawienie się w jednostce.